# جفرسون میز
جفرسون میز (به انگلیسی: Jefferson Mays) (زاده ۸ ژوئن ۱۹۶۵) بازیگر آمریکایی است.
از کارهای معروف او می‌توان به بازی در فیلم زندگی کوتاه و بتی پیج بدنام اشاره کرد.